# Lepthyphantes ajoti
Lepthyphantes ajoti este o specie de păianjeni din genul Lepthyphantes, familia Linyphiidae, descrisă de Bosmans, 1991.
Este endemică în Algeria. Conform Catalogue of Life specia Lepthyphantes ajoti nu are subspecii cunoscute.